# Індіо (футболіст)
Алуізіо Франсіско да Луж (порт. Aluísio Francisco da Luz; 1 березня 1931, Кабедело — 19 квітня 2020, Ріо-де-Жанейро), більш відомий як І́ндіо (порт. Índio) — бразильський футболіст, що грав на позиції нападника, зокрема, за клуб «Фламенгу», а також національну збірну Бразилії.
Триразовий переможець Ліги Каріока.

## Клубна кар'єра
Народився 1 березня 1931 року в місті Кабедело. Вихованець футбольної школи клубу «Бангу».
У дорослому футболі дебютував 1951 року виступами за команду «Фламенгу», до складу якого приєднався 1949 року. Відіграв за команду з Ріо-де-Жанейро наступні вісім сезонів своєї ігрової кар'єри. Більшість часу, проведеного у складі «Фламенгу», був основним гравцем атакувальної ланки команди. У складі «Фламенгу» був одним з головних бомбардирів команди, маючи середню результативність на рівні 0,65 голу за гру першості.
Згодом з 1957 по 1964 рік грав у складі «Лусітано Евора», «Корінтіанса» та іспанського «Еспаньйола». У складі останніх відіграв чотири сезони, три з яких у вищому дивізіоні.
Завершив ігрову кар'єру у команді «Америка» (Ріо-де-Жанейро), за яку виступав протягом 1964—1965 років.

## Виступи за збірну
1954 року дебютував в офіційних матчах у складі національної збірної Бразилії. Протягом кар'єри у національній команді провів у її формі 7 матчів, забивши 2 голи.
У складі збірної був учасником:
чемпіонату світу 1954 року у Швейцарії, де зіграв у чвертьфіналі з Угорщиною (2:4);
чемпіонату Південної Америки 1957 року у Перу, де разом з командою здобув «срібло».
Помер 19 квітня 2020 року на 90-му році життя у місті Ріо-де-Жанейро.

## Титули і досягнення
- Переможець Ліги Каріока (3):

«Фламенгу»: 1953, 1954, 1955
- Срібний призер Чемпіонату Південної Америки: 1957